# Ben Potter
Benny Potter (18. května 1984 Rhode Island – 8. června 2024 Colorado), známý také jako Comicstorian, byl americký youtuber a influencer, který na YouTube zveřejňoval videa zaměřující se na komiksy, především Marvel Comics a DC Comics.

## Životopis
Narodil se 18. května roku 1984 a vyrůstal na Rhode Islandu. Již od dětství se zajímal o komiksy, které sbíral jeho otec. Později komiksy přestal číst, protože pro něj začaly být příliš spletité. V polovině roku 2000 byl nasazen do Afghánistánu, kde pracoval ve vojenské nemocnici a sloužil jako voják pěchoty Spojených států. V té době se opět vrátil ke čtení komiksů. Po odchodu z armády založil v roce 2014 kanál Comicstorian. Nápad založit kanál vzešel z jeho snahy vrátit se ke komiksům. Dalším důvodem byl zájem jeho ženy o univerzum superhrdinů. V době jeho smrti měl jeho kanál přes tři miliony odběratelů.
Kromě toho provozoval také několik dalších kanálů, včetně Eligible Monster Gaming a Mangastorian. Vytvořil a moderoval podcast Weekly Pull.
Zemřel 8. června roku 2024 v Coloradu při autonehodě na dálnici 25. Jeho auto vyjelo ze silnice a několikrát se převrátilo. Bylo mu 40 let. 
Tým, který stojí za jeho kanálem, se rozhodl pokračovat i po jeho smrti.